# Dolf Kessler

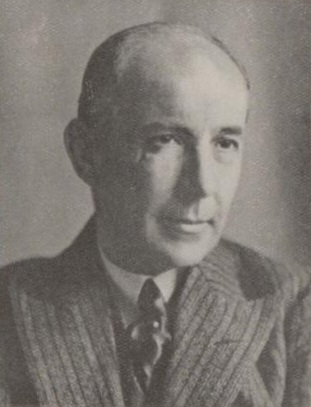
Dolph Kessler

Geldolph Adriaan „Dolf“ Kessler (* 2. April 1884 in Batavia, Niederländisch-Indien; † 21. August 1945 in Velsen, Schreibweise auch Dolph Kessler) war ein niederländischer Ingenieur und Unternehmer. Als Hobbysportler war er in jungen Jahren Fußballnationalspieler. 

## Biografie
Als Sohn des Direktors der Koninklijke Ned. Mij. tot Exploitatie van Petroleumbronnen in Nederlandsch-Indië („Königliche Gesellschaft zum Betrieb der Erdölquellen in Niederländisch-Indien“) in Batavia geboren kam Dolph Kessler schon jung nach ’s-Gravenhage, wo er die Grund- und die weiterführende Schule besuchte. 1907 erwarb er sein Ingenieursdiplom in Maschinenbau an der Technischen Hochschule Delft. Er strebte wie sein Vater eine Laufbahn in der mittlerweile als Royal Dutch Petroleum Company firmierenden Gesellschaft an und wurde auf einer Weltreise bereits in das Unternehmen eingeführt. Doch das rumänische Unternehmen Astra – später, nach Fusion mit einem deutschen Unternehmen, Astra Romana – warb ihn ab. Bei Astra nahm er ab 1910 eine leitende Funktion ein, kehrte aber 1911 zur Royal Dutch Petroleum Company zurück, für die er bis 1916 in deren Hauptsitz in London arbeitete. 1917 trat er in ein Unternehmen ein, aus dem 1918 die Koninklijke Nederlandsche Hoogovens en Staalfabrieken („Königliche Niederländische Hochöfen und Stahlfabriken“) entstand. 1920 wurde er zu einem von deren Direktoren ernannt, 1924 wurde er Vorsitzender der Direktion von Koninklijke Hoogovens. Dieses Amt behielt er bis zu seinem Tode 1945, mit Ausnahme einer Unterbrechung in der Besatzungszeit, als ihn die Deutschen zwangen, sein Amt ruhen zu lassen.

### Der Fußballspieler

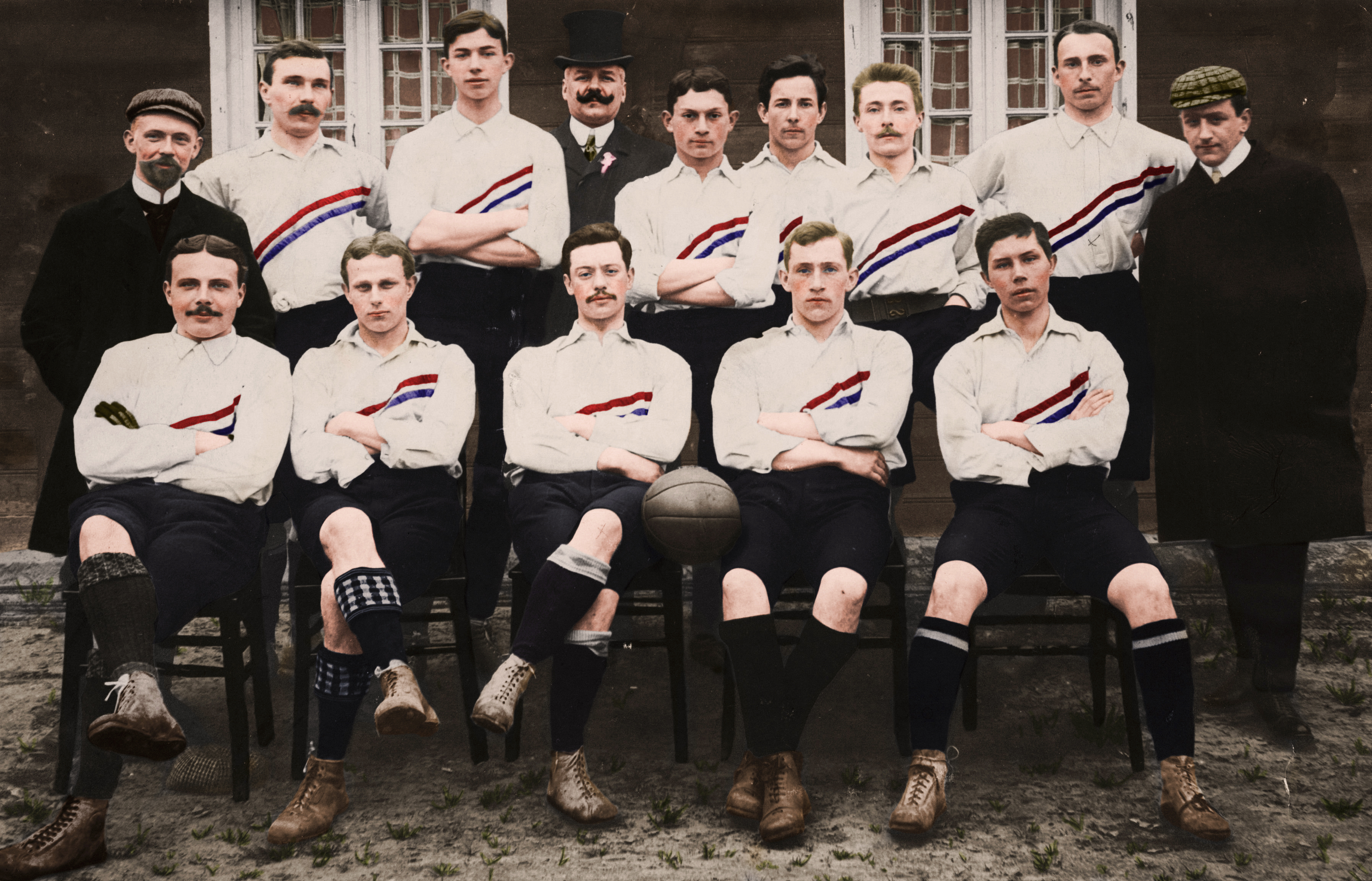
Kessler im Nationalmannschaft (1905)

Kessler spielte, wie sein Bruder Boelie und seine Vettern Dé und Tonny Kessler, in jungen Jahren für den HVV Den Haag, mit dem er mehrmals Niederländischer Meister wurde. Er stand darüber hinaus am 30. April 1905 in der Elf, die das erste niederländische Fußballländerspiel bestritt. Auch in den nächsten beiden Länderspielen stand er als Angriffsspieler in der Elftal, beim 4:0-Erfolg im Mai 1905 gegen Belgien erzielte er den Treffer zum Endstand. Damit war er einer von vier Spielern, die in allen drei Spielen aufliefen. In den ersten beiden Partien war er Mannschaftskapitän der Niederländer; in dieser Funktion löste ihn Kees Bekker ab. In allen drei Partien war Belgien der Gegner.